# Alfonso de Castro
Alfonso de Castro (né vers 1495 à Zamora - mort le 3 février 1588 à Bruxelles) est un théologien et prédicateur franciscain espagnol, évêque de Saint-Jacques-de-Compostelle.

## Biographie
Après avoir étudié à Alcalá et Salamanque, il devient lui-même professeur de théologie au couvent de Salamanque (1512). En 1530, il accompagna Charles Quint à son couronnement à Bologne. Entre 1532-35, il prêcha dans les Pays-Bas espagnols, en Allemagne et en France. Il fut ensuite théologien du cardinal Pedro Pacheco de Villena (1545-1547) et de l'empereur (1551-1552) et participa à ce titre au Concile de Trente. En 1553, il devient prédicateur royal de Philippe II, qu'il accompagna en Angleterre en 1554. Il passa le reste de sa vie dans les Flandres, et il mourut juste après sa nomination d'évêque de Saint-Jacques-de-Compostelle. On lui doit une grande somme contre les hérésies, Adversus omnes hæreses (Paris 1534 et de nombreuses rééditions), De iusta hæreticorum punitione (Salamanque 1547) et un traité de droit pénal, De potestate legis pœnalis (Salamanque, 1550).

## Œuvres
- De iusta hæreticorum punitione libri tres, Salmanticae, 1547 ; Venetiis, 1549 ; Lugduni, 1556 ; Antverpiae, 1568 ;
- De potestate legis pœnalis libri duo, Salmanticae, 1551 ; Lugduni, apud Sebastianum Bartholomaei Honorati, 1556 ; Lovanii, 1557; Antverpiae, 1568 ;
- Adversus omnes haereses libri XIIII, Cologne, 1549 ; Anvers, 1565 ; Paris, 1560, 1564 ;
- Opera omnia theologica in duobus tomis, Paris, 1578.